# Wonosoco
Wonosoco is een bestuurslaag in het regentschap Kudus van de provincie Midden-Java, Indonesië. Wonosoco telt 960 inwoners (volkstelling 2010).